# 山村隆太
山村 隆太（やまむら りゅうた、1985年1月21日 - ）は、日本のシンガーソングライター、ギタリスト、俳優、ラジオDJ、コメンテーター。大阪府松原市出身。flumpoolとTHE TURTLES JAPANのボーカルとして活動している。血液型はA型。　

## 来歴
2002年、幼稚園からの幼馴染みの阪井一生、尼川元気らとの3人でアコースティック・ギター弾き語りユニットを結成。2007年1月、知人の紹介で知り合った小倉誠司が加入し、flumpoolを結成。
2008年8月27日、タワーレコードおよびTSUTAYAにて初回5,000枚完全限定生産で、トライアルシングルと銘打ったインディーズシングル『labo』を発売し、10月1日にCMソングの「花になれ」が配信限定シングルとして発売され、同作を以てメジャー・デビュー。
2010年6月に喉のポリープ摘出手術を受けた。術後初のライブはSETSTOCK'10である。
2014年11月に、亀田誠治、阪井一生と3人で構成されるTHE TURTLES JAPANの1stシングル『It's Alright!』を発売。表題曲はTBS系『CDTV』10・11月度オープニングテーマ曲として使用された。
2016年6月26日、ツアーファイナルの会場でファンの前で一般女性と結婚したことを発表した。
2017年1月スタートのフジテレビ系の月9ドラマ『突然ですが、明日結婚します』で、主演の西内まりやの相手役として俳優デビュー。12月6日歌唱時機能性発声障害のため無期限の活動休止を発表。開催予定だった残りのツアー、地元大阪でのカウントダウンライブは中止。
2019年1月13日、flumpoolの活動を再開。
2021年7月1日、新会社となる個人事務所設立とアミューズの子会社A-Sketchとの業務提携を発表。

## 人物
近畿大学附属高等学校、関西外国語大学外国語学部英米語学科卒業。
英語科の教諭免許を所持。
アコースティック・ギターを始めたのはコブクロの影響である。

## 使用楽器

### ギター
エレクトリック・ギター
- Fender classic series 60s Telecaster（2010年頃まで使用）
- Fender custom shop 1959 Telecaster（TouchのPVから使用してる現在のメイン機）
- Gibson Les Paul Custom
- Gibson Les Paul special
- リッケンバッカー レスポール（赤）

アコースティック・ギター
- Gibson J-45
- Gibson 1950's Southern Jumbo
- K.Yairi WY1AP
- YAMAHA CPX700 DSR

## ディスコグラフィ

### 参加作品
| 発売日       | 商品名                            | 歌手     | 楽曲         | 備考                                         |
| ------------ | --------------------------------- | -------- | ------------ | -------------------------------------------- |
| 2024年4月3日 | きらりらfeat. 山村隆太 (flumpool) | 松下奈緒 | 「きらりら」 | ゲストボーカルでの参加。作詞作曲は水野良樹。 |

## 出演

### テレビドラマ
- 突然ですが、明日結婚します（2017年1月23日 - 3月20日 、フジテレビ） - 名波竜 役[15]
- FNS 27時間テレビ にほんのれきし 平安ドラマ『源氏さん！物語』（2017年9月9日）
- 六畳間のピアノマン（2021年2月27日、NHK総合テレビ）（土曜ドラマ）（NHK大阪放送局制作） - 音楽プロデューサー 役
- 最寄りのユートピア（2024年9月25日、フジテレビ） - 山村隆太（本人） 役[16]
- MADDER その事件、ワタシが犯人です（2025年4月11日 - 6月13日、関西テレビ・フジテレビ） - 黒川悠 役[17]

### 情報番組
- めざまし8（2021年3月29日 - 、フジテレビ） - コメンテーター

### 映画
- 風の奏の君へ（2024年6月7日、ナカチカピクチャーズ） - 真中淳也 役[18][19]

### CM
- Mobage（2011年）

### イベント
- SUGA SHIKAO 20th ANNIVERSARY『スガフェス！ ～20年に一度のミラクルフェス～』（2017年5月6日、さいたまスーパーアリーナ）